# Municipio de Cabo Corrientes
El municipio de Cabo Corrientes es un municipio de la Región Costa Norte del estado de Jalisco, México, nombrado así por el cabo geográfico homónimo en la costa del Pacífico (cabo Corrientes). La cabecera municipal es la población denominada El Tuito.

## Historia
Antes de la llegada de los españoles esta región ya se encontraba poblada por tribus nahoas.
Para marzo de 1525 los peninsulares ya habían sometido a la provincia de Xalisco. Cuando bajaban al mar, les salió al paso un numeroso ejército aborigen. Aparecieron armados de arcos, macanas, dardos arrojadizos y cada uno lucía en la mano y en la cara una banderilla de plumas multicolores, eran tan numerosos que el capitán Francisco Cortés de San Buenaventura sintió miedo.
Se propuso rehuir el combate, ya que calculó que un español tendría que enfrentarse a mil aborígenes, pero uno de sus capitanes, Ángel de Villafana, lo persuadió de que presentaran batalla, se enarbolaron entonces cuatro estandartes reales y otros de carmesí y damasco que tenía por un lado la cruz y por otro la imagen de la Purísima.
La lucha iba a empezar pero al descrubrirse los estandartes, el de la virgen se llenó de vivos resplandores y los indios, azorados por aquel portento, en vez de atacar se juntaron postrados, arrastraron sus banderitas y las pusieron al pie del santo y anciano sacerdote Juan de Villa Diego portador del estandarte, y ante Cortés rindieron sus armas, se declararon sus vasallos y con cánticos, bailes y al son de boceros y atabales los albergaron en su pueblo, en recuerdo de este suceso llamaron al lugar: "Valle de Banderas".
En noviembre de 1847, los aborígenes improvisaron un numeroso ejército al tener la noticia de la invasión norteamericana. Curiosamente al grito de ¡Viva la Virgen de Guadalajara! Se rebelaron contra el gobierno. En este lugar, Rojas levantó un ejército de 2000 indígenas que pelearon contra el jefe conservador Francisco Tovar. En 1872 Porfirio Díaz anduvo huyendo por estas tierras.
Desde 1825 hasta 1890 perteneció al 6.º cantón de Autlán, posteriormente al 10.º cantón de Mascota. El 1 de abril de 1944 por decreto número 4955 fue elevado a categoría de municipio con el nombre que hoy lleva. Anteriormente se llamaba El Tuito (Jalisco) y en 1843 tuvo otro nombre: San Pedro El Tuito (Jalisco).

## Descripción geográfica

### Ubicación
El municipio de Cabo Corrientes se localiza en la región Costa-Sierra Occidental del estado de Jalisco. Sus municipios colindantes son Tomatlán, Puerto Vallarta y Talpa de Allende. Tiene una extensión territorial de 1,453.69 kilómetros cuadrados.

### Límites municipales
Tiene límites administrativos con los siguientes municipios o accidentes geográficos, según su ubicación:
| Noroeste: Océano Pacífico | Norte: Puerto Vallarta y Océano Pacífico | Nordeste: Puerto Vallarta |
| Oeste: Océano Pacífico    |                                          | Este: Talpa de Allende    |
|                           | Sur: Tomatlán                            |                           |

## Medio físico
El 53.1% del municipio tiene terrenos montañosos, la roca predominante es granito (96.2%), el suelo predominante es el regosol (71.4%), son de poco desarrollo, claros y pobres en materia orgánica pareciéndose bastante a la roca que les da origen. La selva (53.4%) es el uso de suelo dominante en el municipio.

### Hidrografía
Los tipos de recursos hídricos del municipio están constituidos por aguas subterráneas, ríos y lagos. El territorio está ubicado dentro de 3 acuíferos de los cuales el 0% no tienen disponibilidad y el 100.0% se encuentra con disponibilidad de agua subterránea. 
El territorio municipal está dentro de las cuencas Río Ipala, Río María García, Río Tecolotán, Río Tomatlán A, Río Tomatlán B, Tecomala de las cuales el 100.0% tienen disponibilidad y el 0% presentan déficit de disponibilidad de agua superficial.
Está dentro de la cuenca Pacífico Centro y subcuenca Ameca-Tomatlán-río Cuale. Sus recursos hidrológicos son proporcionados por los ríos: Las Juntas, El Tuito (Jalisco), Horcones y Tecolotlán. Están dos arroyos: Ipaña, La Boquita, Puchiteca, Tabo Pilero, Maxeque y La Peñita. Existen manantiales de aguas termales, como: Los Carrizalillos. Además se encuentran los esteros: Maito, La Boquita y Tecolotlán.

### Clima, temperatura y precipitación
La mayor parte del municipio de Cabo Corrientes (98.4%) tiene clima cálido subhúmedo. La temperatura media anual es de 24.6 °C, mientras que sus máximas y mínimas promedio oscilan entre 36.0 °C y 13.3 °C respectivamente. La precipitación media anual es de 1,624mm. El régimen de lluvias se registra en junio, julio, agosto y septiembre. Los vientos dominantes son en dirección del noroeste.

## Sequía
A nivel municipal la sequía extrema es la que tiene una mayor distribución con un 48.1%, seguida de la excepcional con el 37% de distribución espacial y la severa por un 8% de cobertura territorial.

## Áreas naturales protegidas
Cabo Corrientes alberga 1 área natural protegida con una superficie de 54.6 hectáreas (ha) lo que representa el 0.04 de todo el territorio municipal. Además, se cuenta con 0.1% de humedales. El ANP lleva por nombre Playa de Mismaloya.

## Flora y fauna

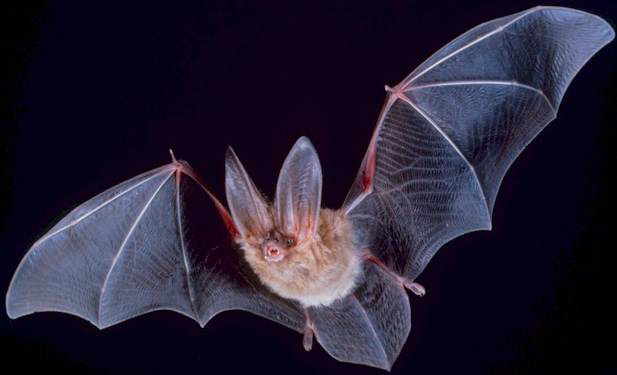
El murciélago habita en el municipio.

Su vegetación está formada por cedro, cuate amarillo, tampicirán, amapa, sinacacao, cuero de indio, panpan árbolmaria, nogal, encino, ocopino, el chicle, capomo, palma de aceite de coco y árboles frutales como: mango, aguacate, naranjo, lima y guayabo. El murciélago y gran variedad de especies para la práctica de la cacería pueblan esta región.

## Demografía y localidades
Según el Censo de Población y Vivienda 2020, su población en ese año era de 10,940 personas; de las cuales el 51.6 por ciento eran hombres y 48.4 por ciento mujeres. Comparando este volumen poblacional con el del año 2015 (10,303 habitantes), se observa que la población municipal aumentó un 6.18 por ciento en cinco años.

### Localidades
En 2020 Cabo Corrientes contaba con 129 localidades, de éstas, 22 eran de dos viviendas y 40 de una. La localidad de El Tuito era la más poblada, con 3,835 personas, que representaban el 35.1% de la población del municipio; le seguía Yelapa con el 8.1%, Llano de los Laureles con el 5.7%, Las Juntas y los Veranos con el 4.9% y Quimixto con el 3.4% del total municipal.
| Código INEGI      | Localidad         | Población (2020) |
| ----------------- | ----------------- | ---------------- |
| 140200001         | El Tuito          | 3 835            |
| Otras localidades | Otras localidades | 7 105            |
| Total municipal   | Total municipal   | 10 940           |

## Migración
El índice de intensidad migratoria se ubicó en 63.40 puntos con un grado de intensidad migratoria bajo.

## Pobreza por carencia social
Respecto a las carencias sociales en 2020, destaca que el indicador de carencia por acceso a la seguridad social es el acceso a la seguridad social, con un 69.4 por ciento, que en términos absolutos representa 7,546 habitantes. En contraste, el que menos proporción de población presentó fue el de calidad y espacios de la vivienda, con el 17.8 por ciento. El acceso a servicios básicos de la vivienda, a la alimentación y rezago educativos obtuvieron porcentajes del 40, 26 y 19 por ciento respectivamente.

## Infraestructura
El municipio cuenta con 16 servicios públicos, de los cuales destacan 36 escuelas, seguido de 13 instalaciones deportivas o de recreación, 12 centros de asistencia y 12 templos.

### Salud
De acuerdo con los registros de la secretaría de salud, en el municipio se encuentran 9 unidades de servicio de salud como lo son consultorios, hospitales generales y especializados, oficinas administrativas, farmacias, laboratorios, unidades de medicina familiar, de especialidades médicas y móviles. De las cuales 8 corresponden a la Secretaría de Salud (SSJ), 1 unidad de salud es del Instituto de Seguridad y Servicios Sociales para los Trabajadores del Estado (ISSSTE).

## Economía y empleo
Conforme a la información del Directorio Estadístico Nacional de Unidades Económicas (DENUE) de INEGI, el municipio de Cabo Corrientes cuenta con 538 unidades económicas al mes de mayo de 2024 y su distribución por sectores revela un predominio de establecimientos dedicados a Servicios, siendo estos el 46.65% del total en el municipio.

### Empleos
Para junio de 2024 el IMSS reportó un total de 212 trabajadores asegurados, lo que representó para el municipio de Cabo Corrientes una disminución anual de 101 trabajadores en comparación con el mismo mes de 2023, debido a la baja del registro de empleo formal de algunos de sus grupos económicos principalmente el de Servicios de alojamiento temporal. En función de los registros del IMSS el grupo económico que más empleos presentó dentro del municipio de Cabo Corrientes fue el de Compraventa de alimentos, bebidas y productos del tabaco, ya que en junio de 2024 registró un total de 43 trabajadores concentrando el 20.28% del total de asegurados en el municipio. El segundo grupo económico con más trabajadores asegurados fue el de Servicios de alojamiento temporal, que para junio de 2024 registró 38 trabajadores asegurados que representan el 17.92% del total de trabajadores asegurados, mientras que del tercer grupo (Preparación y servicio de alimentos y bebidas) concentra un porcentaje de 17%.

## Índice de desarrollo municipal (IDM)
Cabo Corrientes obtiene un desarrollo institucional Alto con un IDM-I de 69.3.

## Promedio mensual de carpetas de investigación
Durante el periodo de junio 2023 a mayo de 2024, se abrieron un total de 107 carpetas de investigación con un promedio mensual de 9 carpetas abiertas en donde el delito con mayor investigación fue por amenazas.

## Turismo
Dentro del municipio se pueden visitar los bosques naturales localizados en la zona centro, desde Chacala hasta el sur de El Tuito (Jalisco), así como sus playas.
Glamping
También se puede visitar Cabo Real Glamping una joya turística en la región que se encuentra en desarrollo, un espacio para disfrutar de la vegetación exuberante, comida tradicional, experiencias y los paisajes de la región en Domos Geodésicos exclusivos.
Artesanías
- Talabartería, huaraches, jarciería, alfarería.

## Fiestas
Fiestas civiles
- Fiestas populares.
- 12 de enero.Virgen de Guadalupe
- 1 de abril.Creación del municipio[8]

Fiestas religiosas
- Guadalupanas. 12 de diciembre.

## Gobierno

### Presidentes municipales
| Presidente municipal           | Período               | Partido político | Notas                                                         |
| Alfonso C. García              | 1944                  | PRM              |                                                               |
| Braulio Quintero               | 1945–1946             | PRM              |                                                               |
| Salvador Ahumada               | 1947                  | PRI              |                                                               |
| Efrén Castillón                | 1947–1948             | PRI              |                                                               |
| Alfonso C. García              | 1949–1952             | PRI              |                                                               |
| Abel Castillón Ríos            | 01-01-1953–31-12-1955 | PRI              |                                                               |
| Rodamiro González Ríos         | 01-01-1956–31-12-1958 | PRI              |                                                               |
| Héctor Rangel Roblés Castillón | 01-01-1959–31-12-1961 | PRI              |                                                               |
| ND                             | 01-01-1962–31-12-1964 |                  |                                                               |
| ND                             | 01-01-1965–31-12-1967 |                  |                                                               |
| Juan Guerra Arrizon            | 01-01-1968–31-12-1970 | PRI              |                                                               |
| Roberto Ávalos Castillón       | 01-01-1971–31-12-1973 | PRI              |                                                               |
| Antonio Zepeda Pacheco         | 01-01-1974–1975       | PRI              |                                                               |
| Juan Rodríguez Aguirre         | 1975–31-12-1976       | PRI              | Interino                                                      |
| Elías García Palacios          | 01-01-1977–31-12-1979 | PRI              |                                                               |
| Flavio García Bravo            | 01-01-1980–31-12-1982 | PRI              |                                                               |
| Darío Romero León              | 01-01-1983–31-12-1985 | PRI              |                                                               |
| Francisco Estrada Rodríguez    | 01-01-1986–1987       | PRI              |                                                               |
| Ricardo Hernández Servín       | 1987–31-12-1988       | PRI              | Interino                                                      |
| Óscar Castillón Romero         | 01-01-1989–1992       | PRI Panal        | Alianza por Jalisco                                           |
| Miguel Valdés Rodríguez        | 1992–1995             | PRI              |                                                               |
| Gonzalo Millán Curiel Alcaraz  | 1995–1997             | PRI              |                                                               |
| Alfredo Antuna Márquez         | 01-01-1998–31-12-2000 | PT               |                                                               |
| Juan García Michel             | 01-01-2001–31-12-2003 | PAN              |                                                               |
| Macedonio León Rodríguez       | 01-01-2004–31-12-2006 | PAN              |                                                               |
| Carlos Alberto Orozco Madrigal | 01-01-2007–31-12-2009 | PRI              |                                                               |
| Óscar Castillón Romero         | 01-01-2010–30-09-2012 | PRI Panal        | Alianza por Jalisco                                           |
| Homero Romero Almaral          | 01-10-2012–30-09-2015 | PRI PVEM         | Coalición "Compromiso por Jalisco"                            |
| Prisciliano Ramírez Gordián    | 01-10-2015–2018       | PRI              | Pidió licencia temporal para buscar la reelección, que obtuvo |
| Manuel Gómez García            | 2018–30-09-2018       | PRI              | Interino                                                      |
| Prisciliano Ramírez Gordián    | 01-10-2018–30-09-2021 | PRI              | Fue reelegido el 01-07-2018                                   |
| Miguel Ángel Silva Ramírez     | 01-10-2021–           | PVEM             |                                                               |